# الفوج الكشفي
الفوج الكشفي هو تكتل كشفي يقوم عليه محافظ (أمين) الفوج، بالتعاون مع قادة الفوج لتطبيق البرامج الكشفية للوحدات والفرق الكشفية.
ويتكون كل فوج كشفي على ثلاثة وحدات أساسية.

## وحدات الفوج الكشفي
- وحدة الأشبال
- وحدة الكشاف

```
وحدة الكشاف متقدم
```

- وحدة الجوال
- الرواد (فوج النهضة للكشافة الإسلامية الجزائرية -العطف-غرداية)
- مساعد قائد
- قائد وحدة أو مسؤول
- محافظ فوج